# Justo Galaviz
Justo Galavíz (Táriba, 6 de septiembre de 1954 - Caracas, 21 de septiembre de 2013) fue un ciclista profesional venezolano entre los años 1973 y 1989.

## Historia
Galavís nativo del estado Táchira, fue un ciclista especialista en el terreno llano, formó parte de la selección nacional de Venezuela, con la cual participó en los Juegos Panamericanos, Campeonato Panamericano de Ciclismo en Ruta, en los Juegos Centroamericanos y del Caribe, corrió el Campeonato Mundial de Ciclismo en Ruta de 1977 y fue a los Juegos Olímpicos. 
Ganó la Vuelta al Zulia, la Vuelta a Portuguesa, la Vueltas a Anzoátegui, la Vuelta a Oriente, y el Campeonato de Venezuela de Ciclismo en Ruta.
Posee el récord de ganar 20 etapas de la Vuelta a Venezuela y logró el récord nacional de la hora de Venezuela.

## Palmarés
1976
- 21º en Juegos Olímpicos de Montreal 1976, Ruta, Contrarreloj por Equipos, Diletantes  Canadá[2]
- 1º en Vuelta al Estado Zulia, Valera  Venezuela
- 1º en Clasificación General Final Vuelta al Estado Zulia  Venezuela
- 2º en Campeonato Panamericano de Ciclismo en Ruta, Contrarreloj por Equipos, Elite, San Cristóbal  Venezuela
- 6º en Campeonato Panamericano de Ciclismo en Ruta, Elite, San Cristóbal  Venezuela

1978
- 2º en XIII Juegos Centroamericanos y del Caribe, Ruta, Contrarreloj por Equipos,  Colombia
- 5º en 6ª etapa Vuelta al Táchira, Barquisimeto  Venezuela
- 1º en 9ª etapa Vuelta al Táchira, Rubio  Venezuela
- 4º en Campeonato Panamericano de Ciclismo en Ruta, Elite,  República Dominicana

1979
- 1º en 5ª etapa Vuelta al Táchira, Guanare  Venezuela

1980
- 1º en 1ª etapa Vuelta Independencia Nacional, La Romana  República Dominicana
- 2º en 4ª etapa Vuelta Independencia Nacional, Puerto Plata  República Dominicana
- 1º en Clasificación General Final Vuelta Independencia Nacional,  República Dominicana
- 4º en Campeonato Panamericano de Ciclismo en Ruta, Elite,  Chile

1982
- 3º en Campeonato Panamericano de Ciclismo en Ruta, Elite, Sao Paulo (Sao Paulo), Brasil
- 3º en XIV Juegos Centroamericanos y del Caribe, Ruta, Contrarreloj por Equipos  Cuba

1983
- 1º en Clasificación General Final Vuelta a Aragua  Venezuela

1986
- 2º en XV Juegos Centroamericanos y del Caribe Pista, Persecución,  República Dominicana

1987
- 1º en Clasificación General Final Vuelta al Estado Zulia  Venezuela

## Equipos
- 1975  Club Martell
- 1980  Lotería del Táchira
- 1988  Kino Táchira